# Christlieb von Clausberg
Christlieb von Clausberg (também Claussberg; Danzig, 27 de dezembro de 1689 – Copenhague, 6 de junho de 1751) foi um matemático alemão.
Originário de uma família judia, Clausberg foi relegado em 1719 de estudos na Universidade de Altdorf. Até sua conversão à fé protestante em 1729, foi professor de hebraico e aritmética em sua cidade natal, Danzig. A partir de 1729 foi mestre em aritmética em Leipzig, Hamburgo e Lübeck. Em 1733 Clausberg foi para Copenhague como professor do Príncipe Herdeiro dinamarquês, onde mais tarde, a partir de 1740, como Conselheiro de Estado, administrou o tesouro particular do Rei Cristiano VI da Dinamarca. Em 1746 foi demitido do serviço público.
Clausberg, que foi considerado um dos melhores prodígios de cálculo de sua época, fez campanha por uma reforma do ensino da matemática contemporânea, na qual também incluiu aplicações práticas como a cunhagem de moedas e cálculos comerciais como os juros compostos. Sua obra Demonstrative Rechenkunst apareceu pela primeira vez em 1732 e foi reimpressa várias vezes, mesmo após sua morte.

## Obras
- C. von Clausbergs Demonstrative Rechenkunst, Oder Wissenschaft, gründlich und kurz zu rechnen, Worinnen nicht nur sowohl die gemeinen, als allerhand vortheilhafte Rechnungs-Arten überhaupt, nebst sehr compendiösen Proben, Sondern auch die Wechsel-Arbitragen- und andere Kaufmännische Rechnungen auf eine sonderbare, kurze Manier gründlich und deutlich glehret, Anbey eine Beschreibung der Europäischen Münzen, Wechsel-Arten und Usanzen, auch Vergleichung der Gewichte und Ellen-Maasse, Nicht weniger Die wahre Berechnung des Interusurii, wie auch unterschiedene andere Mathematische und curiöse Rechnungen, imgleichen eine Probe einer bis auf 32 Ziffern verfertigten neuen Logarithmischen Tabelle u. zum Nutzen dargestellet wird. in vier Theilen abgefasset. Breitkopf, Leipzig 1732 (online).
4. Auflage 1772, 5. Auflage 1795.
- Gespräche in dem Reiche der Wahrheit, zwischen einem Dänen, Lüneburger, und einigen Hamburgern, die von dieser Stadt im Jahr 1726 eingeführten Müntz-Neuerungen, und nun zu derselben vermeyntlichen Rechtfertigung in einer neulich publicirten Nachricht vorgegebene Billigkeit und allgemeine Nutzbarkeit betreffend ... [Ohne Ort], 1735.